# Fauresmith
Fauresmith este un oraș din Provincia Free State, Africa de Sud.